# Bengt Bengtsson (företagare)
Bengt Valdemar Bengtsson, född 27 augusti 1941 i Örgryte församling i Göteborg, död 21 september 2018 i Hovås i Göteborg, var en svensk företagare. Han var son till grundaren av SIBA AB, Folke Bengtsson, och var till sin död bosatt i Göteborg.
Bengt Bengtsson var verkställande direktör för Waldir AB och fastighetskoncernen Remvassen AB och var under många år VD och ordförande för SIBA. Bengtsson öppnade bland annat 1974 Sveriges första stormarknad för elektronik i Göteborg genom premiären av SIBA Backaplan.     
Waldir AB köpte under 2011 ut NetOnNet AB från börsen och äger idag bolaget till 100 procent via dotterbolaget NetOnNet Group AB. Bengt Bengtsson var även med och grundade Resursgruppen 1977. Resurs Holding, där bland annat familjen Bengtsson, Nordic Capital med flera är ägare, börsnoterades på Nasdaq, Stockholm, Large Cap den 29 april 2016.  
Bengt Bengtsson var gift med Eva Bengtsson sedan 1968. Han är far till Martin Bengtsson, Fabian Bengtsson, Victor Bengtsson och Isabel Bengtsson.
Bengt Bengtsson är begravd på Askims södra kyrkogård i Göteborg.